# Коваленко Антон Ростиславович
Анто́н Ростисла́вович Ковале́нко — молодший сержант Збройних сил України, учасник російсько-української війни, що відзначився у ході російського вторгнення в Україну. Герой України (2024, посмертно).

## Життєпис
Народився 27 квітня 1997 року в м. Чигирин (Черкаська область). Після закінчення дев'яти класів Чигиринської загальноосвітньої школи № 2 вступив до Чигиринського економіко-правового коледжу, який закінчив у 2015 році. У грудні 2015 склав присягу та брав участь в АТО на сході України. У 2021 році був демобілізований. Працював у місті Черкаси в галузі інтернет-зв’язку.
З початком російського вторгнення в Україну, у березні 2022, був призваний до лав Збройних Сил України. Проходив службу на посаді командира мотопіхотного взводу мотопіхотної роти мотопіхотного батальйону. 
Загинув 13 червня 2023 року час виконання бойового завдання в районі с. Роздолівка Бахмутського району Донецької області.
Попрощались з Антоном 16 вересня 2023 року в м. Чигирин на Черкащині.
Залишилися батьки, молодші брат і сестра, дружина та донька.

## Нагороди
- Звання Герой України з удостоєнням ордена «Золота Зірка» (24 лютого 2024, посмертно) — за особисту мужність і героїзм, виявлені у захисті державного суверенітету та територіальної цілісності України, самовіддане служіння Українському народові[3].